# 苦刑梨

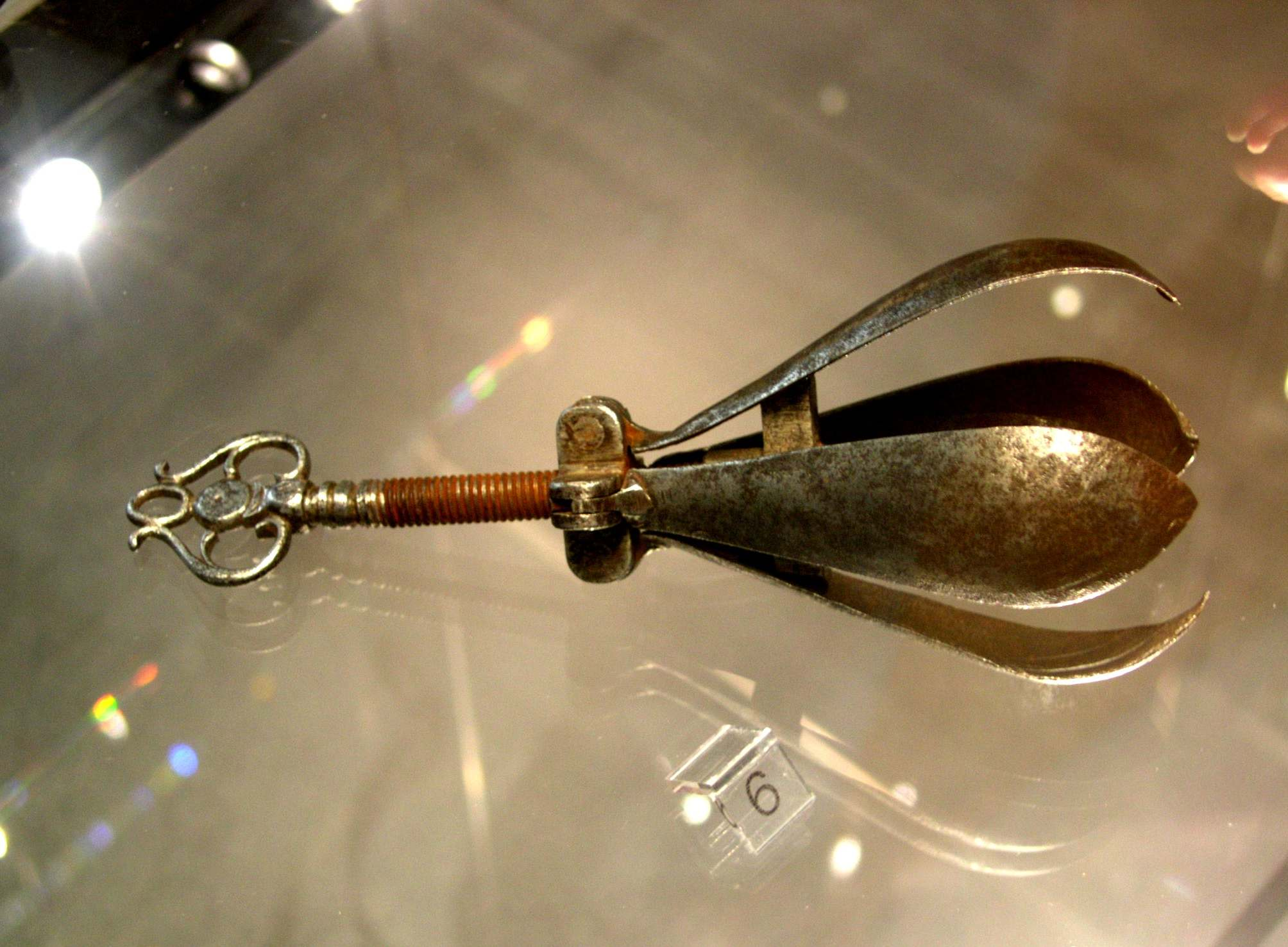
苦刑梨

苦刑梨（Pear of Anguish）是十六世紀歐洲用來進行刑罰和拷問的一種刑具。直到近代，這個刑具因為其裝置緊閉時形狀似一個梨才被某些博物館稱做「苦刑梨」。

## 罪行
有三種行為會受到苦刑梨懲罰，包括：
- 批評教會或宣傳異教者；
- 同性戀者；
- 犯了通姦，或被判為女巫、娼妓的女性。

## 使用方法
將關閉的苦刑梨插入受罰者的口、肛門或陰道中，然後施罰者會轉動梨瓣上的鎖鏈裝置。這時梨瓣會慢慢打開達到懲罰的效果。